# Aouleigatt
Aouleigatt è uno dei tre comuni del dipartimento di Ouad Naga, situato nella regione di Trarza in Mauritania. Nel censimento della popolazione del 2000 contava 8.467 abitanti.